# Рік Рипін
Рік Рипін (англ. Rick Rypien, нар. 16 травня 1984, Блермор — пом. 15 серпня 2011 Кровснест Пасс) — канадський хокеїст, що грав на позиції центрального нападника.

## Ігрова кар'єра
Хокейну кар'єру розпочав 2001 року.
Усю професійну клубну ігрову кар'єру, що тривала 7 років, провів, захищаючи кольори команди «Ванкувер Канакс» (НХЛ) та «Манітоба Мус» (АХЛ).
Загалом провів 136 матчів у НХЛ, включаючи 17 ігор плей-оф Кубка Стенлі.

## Смерть
Через значний депресивний розлад, досить часто лікувався протягом всієї своєї кар'єри. У 2011 уклав новий контракт з клубом «Ванкувер Канакс», а вже 15 серпня того ж року був знайдений мертвим, зрештою поліція підтвердила самогубство.

## Статистика
| Сезон        | Клуб                         | Ліга         | Регулярний сезон | Регулярний сезон | Регулярний сезон | Регулярний сезон | Регулярний сезон | Плей-оф | Плей-оф | Плей-оф | Плей-оф | Плей-оф |
| Сезон        | Клуб                         | Ліга         | І                | Г                | П                | О                | ШХ               | І       | Г       | П       | О       | ШХ      |
| ------------ | ---------------------------- | ------------ | ---------------- | ---------------- | ---------------- | ---------------- | ---------------- | ------- | ------- | ------- | ------- | ------- |
| 2001–02      | «Кровснест Пасс Тімбервулвз» | АЮХЛ         | 57               | 12               | 10               | 22               | 143              | —       | —       | —       | —       | —       |
| 2001–02      | «Реджайна Петс»              | ЗХЛ          | 1                | 0                | 0                | 0                | 0                | —       | —       | —       | —       | —       |
| 2002–03      | «Реджайна Петс»              | ЗХЛ          | 50               | 6                | 12               | 18               | 159              | 5       | 1       | 1       | 2       | 21      |
| 2003–04      | «Реджайна Петс»              | ЗХЛ          | 65               | 19               | 26               | 45               | 186              | 4       | 0       | 1       | 1       | 18      |
| 2004–05      | «Реджайна Петс»              | ЗХЛ          | 63               | 22               | 29               | 51               | 148              | —       | —       | —       | —       | —       |
| 2004–05      | «Манітоба Мус»               | АХЛ          | 8                | 1                | 1                | 2                | 5                | 14      | 0       | 0       | 0       | 35      |
| 2005–06      | «Манітоба Мус»               | АХЛ          | 49               | 9                | 6                | 15               | 122              | 13      | 1       | 1       | 2       | 22      |
| 2005–06      | «Ванкувер Канакс»            | НХЛ          | 5                | 1                | 0                | 1                | 4                | —       | —       | —       | —       | —       |
| 2006–07      | «Манітоба Мус»               | АХЛ          | 14               | 3                | 3                | 6                | 35               | —       | —       | —       | —       | —       |
| 2006–07      | «Ванкувер Канакс»            | НХЛ          | 2                | 0                | 0                | 0                | 5                | —       | —       | —       | —       | —       |
| 2007–08      | «Манітоба Мус»               | АХЛ          | 34               | 3                | 11               | 14               | 81               | 6       | 0       | 0       | 0       | 10      |
| 2007–08      | «Ванкувер Канакс»            | НХЛ          | 22               | 1                | 2                | 3                | 41               | —       | —       | —       | —       | —       |
| 2008–09      | «Ванкувер Канакс»            | НХЛ          | 12               | 3                | 0                | 3                | 19               | 10      | 0       | 2       | 2       | 40      |
| 2009–10      | «Ванкувер Канакс»            | НХЛ          | 69               | 4                | 4                | 8                | 126              | 7       | 0       | 1       | 1       | 7       |
| 2010–11      | «Ванкувер Канакс»            | НХЛ          | 9                | 0                | 1                | 1                | 31               | —       | —       | —       | —       | —       |
| 2010–11      | «Манітоба Мус»               | АХЛ          | 11               | 0                | 2                | 2                | 9                | 7       | 1       | 0       | 1       | 10      |
| Усього в НХЛ | Усього в НХЛ                 | Усього в НХЛ | 119              | 9                | 7                | 16               | 226              | 17      | 0       | 3       | 3       | 47      |
| Усього в АХЛ | Усього в АХЛ                 | Усього в АХЛ | 116              | 16               | 23               | 39               | 252              | 40      | 2       | 1       | 3       | 77      |